# Pedro Gual
Pedro Gual Escandon (Caracas, 17 gennaio 1783 – Guayaquil, 6 maggio 1862) è stato un politico e diplomatico venezuelano.
È stato presidente del Venezuela dal 15 marzo al 18 marzo 1858, dal 12 agosto al 29 settembre 1859 e dal 20 maggio al 29 agosto 1861.